# Liatongus triacanthus
Liatongus triacanthus là một loài bọ cánh cứng trong họ Bọ hung (Scarabaeidae).